# Pellorneidae
Famille
Les Pellorneidae sont une famille de passereaux d'Asie et d'Afrique créée après des études phylogéniques de la famille des Timaliidae, dont on savait qu'elle était constituée de taxons non apparentés.

## Systématique
La famille des Timaliidae a longtemps servi de fourre-tout taxinomique pour les passereaux de l'Ancien Monde. Le clade Pellorneidae est l'un des quatre principaux qui est apparu lors de ces études (Gelang et al. 2009). Le Congrès ornithologique international a entériné ces modifications taxinomiques dans sa version 2.6 (2010).
Dans sa classification de référence version 3.5 (2013), le Congrès ornithologique international suit les conclusions de Oliveros et al. (2012) et déplace le genre Robsonius de cette famille vers celle des Locustellidae.

### Liste des espèces
D'après la classification de référence du Congrès ornithologique international (version 14.1, 2024) :
- Gampsorhynchus (2 espèces)
- Graminicola (2 espèces)
- Gypsophila (6 espèces)
- Illadopsis (9 espèces)
- Kenopia (1 espèce)
- Laticilla (2 espèces)
- Malacocincla (3 espèces)
- Malacopteron (6 espèces)
- Napothera (6 espèces)
- Pellorneum (18 espèces)
- Ptilocichla (3 espèces)
- Schoeniparus (7 espèces)
- Turdinus (3 espèces)